# میلاکرون
میلاکرون (انگلیسی: Milacron) شرکت صنایع شیمیایی آمریکایی است، که در سال ۱۹۷۰ تأسیس شد.